# Casalgrande
Casalgrande is een gemeente in de Italiaanse provincie Reggio Emilia (regio Emilia-Romagna) en telt 15.933 inwoners (31-12-2004). De oppervlakte bedraagt 37,7 km², de bevolkingsdichtheid is 384,00 inwoners per km².
De volgende frazioni maken deel uit van de gemeente: Ca' dei Galliani, Ca'Medici, Ca'Valentini, Casa di Riposo, Castello Casalgrande, Osteria Vecchia, Salvaterra, San Donnino di Liguria, Veggia, Villalunga.

## Demografie
Casalgrande telt ongeveer 6002 huishoudens. Het aantal inwoners steeg in de periode 1991-2001 met 7,2% volgens cijfers uit de tienjaarlijkse volkstellingen van ISTAT.
| Jaar | Inwoneraantal |
| ---- | ------------- |
| 1991 | 13.269        |
| 2001 | 14.226        |

## Geografie
De gemeente ligt op ongeveer 97 m boven zeeniveau.
Casalgrande grenst aan de volgende gemeenten: Castellarano, Formigine (MO), Modena (MO), Reggio Emilia, Rubiera, Sassuolo (MO), Scandiano.